# Euplectes jacksoni
Bispo-cauda-de-lira ou bispo-rabo-de-galo (Euplectes jacksoni) é uma espécie de ave da família Ploceidae.
Pode ser encontrada nos seguintes países: Quénia e Tanzânia.
Os seus habitats naturais são: campos rupestres subtropicais ou tropicais e terras aráveis.
Está ameaçada por perda de habitat.